# Pace di Ferrara (1428)
La pace di Ferrara fu il trattato firmato il 19 aprile 1428 che mise fine alla seconda delle guerre di Lombardia fra il Ducato di Milano e la Repubblica di Venezia coi suoi alleati fiorentini.

## Il trattato
Il trattato sancì la definitiva cessione al Veneto di Brescia, di Bergamo, e delle rispettive province, demarcando il confine sull'Adda.
Già il successivo 8 maggio i provveditori veneziani Paolo Correr, Andrea Giuliano e Giovanni Contarini entrarono nel capoluogo orobico a prendere possesso della città.